# Große Koalition
Als Große Koalition (auch große Koalition, kurz GroKo) wird in der Regel eine Regierungskoalition der mandatsstärksten Parteien im Parlament bezeichnet. Der Begriff wird hauptsächlich in Deutschland und Österreich benutzt. Zur Abgrenzung hiervon etablierte sich, insbesondere zur Bezeichnung einer Zwei-Parteien-Koalition, der Begriff Kleine Koalition (auch kleine Koalition).
Für westeuropäische Staaten wird der Begriff in der Regel verwendet, um eine Koalition zwischen den beiden größten (mandatsstärksten) in einem von zwei so genannten Volksparteien dominierten Parteiensystem zu beschreiben.

## Deutschland

### Weimarer Republik
In der Weimarer Republik wurden die beiden Kabinette Stresemann I und II (1923) und das Kabinett Müller II (1928–1930) als Große Koalitionen bezeichnet. Mit dem Wort „groß“ meinte man dabei, dass sowohl links die SPD als auch rechts die DVP eingebunden wurde. Meistens regierte in der Weimarer Zeit eine Koalition von DDP und Zentrum, die jeweils entweder nach links (SPD) oder rechts (DVP, DNVP) erweitert wurde. Oft wurde eine bürgerliche Minderheitsregierung von der SPD toleriert. So gesehen war dieses Modell die eigentliche „Weimarer Koalition“, auch wenn man mit diesem Begriff gemeinhin etwas anderes meint: die drei republiktreuen Parteien SPD, Zentrum und DDP, die seit der Reichstagswahl am 6. Juni 1920 allerdings keine gemeinsame Mehrheit mehr hatten. Es gab auch große Koalitionen auf Landesebene. Als deren bekannteste gelten die SPD-Zentrums-Regierungen im Freistaat Preußen (→ Freistaat Preußen#Große Koalition).

### DDR 1990
Die Volkskammerwahl am 18. März 1990 war die erste nach dem Fall der Mauer und die erste demokratische Volkskammerwahl. Die CDU wurde mit 40,8 % der Stimmen mit Abstand stärkste Partei (SPD: 21,9 %). Der CDU-Spitzenkandidat Lothar de Maizière bildete nach langwierigen Verhandlungen eine Große Koalition aus der Allianz für Deutschland (einem aus der Christlich-Demokratischen Union (CDU-Ost), Deutschen Sozialen Union (DSU) und Demokratischem Aufbruch (DA) gebildeten Wahlbündnis), der SPD und den Liberalen und wurde am 12. April 1990 von der Volkskammer mit 265 Stimmen bei 108 Gegenstimmen und 9 Enthaltungen zum Ministerpräsidenten der DDR gewählt. Die Abgeordneten bestätigten danach en bloc auch die Regierung de Maizière.
Am 20. August verließen die Sozialdemokraten die Regierung, nachdem de Maizière die Entlassung unter anderem eines SPD-Ministers angekündigt hatte. Damit bestand die Regierung nur aus parteilosen Ministern sowie solchen der Allianz und den Liberalen. Da die Partei mit den zweitmeisten Stimmen (siehe oben) aus der Regierung ausgeschieden war, war diese keine große Koalition mehr.
Am 23. August 1990 trat die DDR mit Wirkung zum 3. Oktober 1990 der Bundesrepublik bei und die Volkskammer löste sich auf. Ihre Legislaturperiode hatte somit nur rund ein halbes Jahr gedauert. Am 2. Dezember 1990 fand die erste gesamtdeutsche Bundestagswahl statt.

### Bundesrepublik
Da bis 2025 in der Bundesrepublik die Parteien CDU/CSU und SPD die größten Fraktionen stellten, bestanden Große Koalitionen meist aus diesen beiden Parteien. Sie werden aufgrund ihrer Farben im Parteienspektrum umgangssprachlich auch Schwarz-Rot bzw. Rot-Schwarz genannt. Koalitionen aus CDU und SPD können umgangssprachlich auch dann Große Koalition bezeichnet werden, wenn sie nicht die beiden größten Parteien stellen. Andere Koalitionen von zahlenmäßig größten Parteien auf Landesebene, z. B. SPD und Linke (rot-rote Koalition), SPD und Grüne (rot-grüne Koalition) oder Grüne und CDU (grün-schwarze Koalition) wurden bislang nicht als Große Koalition bezeichnet.
Die Abkürzung GroKo für Große Koalition wurde in Deutschland bereits während der großen Koalition unter Kiesinger in den 60er-Jahren verwendet, setzte sich jedoch erst während der Koalitionsverhandlungen des Kabinetts Merkel III durch. 2013 wurde es das deutsche Wort des Jahres. Ab 2019 übernahm man die Abkürzung GroKo auch in Österreich.

#### Große Koalition 1966–1969
In den 1950er Jahren dominierte die CDU/CSU die westdeutsche Parteienlandschaft; bei der Bundestagswahl 1957 erhielt sie eine absolute Mehrheit (50,2 %) der Stimmen und der Bundestagsmandate. Bei der Bundestagswahl 1961 erhielt sie 4,9 Prozentpunkte Stimmen weniger und musste eine Koalition eingehen. Da im 4. Deutschen Bundestag erstmals nur drei Parteien (Union, SPD und FDP) saßen, musste die Union sich zwischen zwei möglichen Koalitionspartnern entscheiden und koalierte mit der FDP. 1962 war im Verlauf der Spiegel-Affäre die Koalition in Frage gestellt worden. So diskutierten Christdemokraten und Sozialdemokraten sehr ernsthaft über eine Große Koalition, nicht nur, wie Kritiker meinten, weil Konrad Adenauer die FDP disziplinieren wollte. Adenauer ging zu Recht davon aus, dass die SPD ihn als Kanzler akzeptieren würde, um in die Regierung zu gelangen (die FDP wollte einen neuen Kanzler). Andere CDU-Politiker wie Bauminister Paul Lücke dachten vor allem daran, gemeinsam mit der SPD ein Mehrheitswahlsystem einzuführen. Im Oktober 1963 trat Adenauer zurück und Ludwig Erhard wurde sein Nachfolger.
Die (erste) Große Koalition kam zustande, nachdem die Koalition aus CDU/CSU und FDP daran zerbrochen war, dass die CDU/CSU das entstandene Haushaltsdefizit und die immer größer werdende Staatsverschuldung im Haushalt 1967 durch eine Steuererhöhung eindämmen wollte. Die FDP war dazu nicht bereit; ihre Minister im Kabinett Erhard II traten am 27. Oktober 1966 zurück. Damit endete die Koalition. Die CDU/CSU nahm Verhandlungen mit der SPD auf; diese entschied sich nach Erwägen einer sozialliberalen Koalition für eine Koalition mit der CDU/CSU. Am 1. Dezember 1966 wurde die Große Koalition geschlossen (siehe auch Fünfter Bundestag (1965–1969)).
Geführt wurde die Regierung von dem früheren Ministerpräsidenten Baden-Württembergs Kurt Georg Kiesinger, der den letztlich glücklosen Bundeskanzler Ludwig Erhard ablöste. Im Kabinett Kiesinger wurde der SPD-Vorsitzende Willy Brandt Vizekanzler und Außenminister.
Die Große Koalition sah sich während der verbleibenden Zeit zur nächsten Wahl (28. September 1969) drei großen Aufgaben gegenüber:
1. der Sanierung des Haushalts und der Eindämmung der Staatsschulden sowie die Bekämpfung der ersten Rezession nach 1945. Es gelang der Koalition recht schnell, wieder ein Wirtschaftswachstum herbeizuführen. Dies galt vor allem als ein Verdienst von Franz Josef Strauß und Karl Schiller, die in der Öffentlichkeit oft „Plisch und Plum“ genannt wurden.[9] Als schwieriger erwies sich die Umsetzung einer Finanzreform. Sie gelang 1969 und schuf die noch heute geltenden Grundzüge der Finanzverfassung des Grundgesetzes. Im Ergebnis stellte sie den Steuerverbund aus Einkommens- und Körperschaftsteuer sowie der Umsatzsteuer her. Der Länderanteil an der Umsatzsteuer richtete sich von nun an nach den Einwohnern. Der Länderfinanzausgleich wurde neu gefasst. Der verfassungsrechtlich kontroverse Bereich der Mischfinanzierungen erhielt mit der Einführung der Gemeinschaftsaufgaben, der Regelung über Geldleistungsgesetze und Investitionshilfen des Bundes eine neue verfassungsrechtliche Basis. Außerdem wurden Planungselemente in das Grundgesetz eingeführt: die Mittelfristige Finanzplanung und das Haushaltsgrundsätzegesetz.[10]
2. sollten die noch bestehenden Eingriffsrechte der Alliierten in die Souveränität Deutschlands abgelöst werden. Diese forderten dazu die Verabschiedung der so genannten Notstandsgesetze, um die Sicherheit ihrer in Deutschland stationierten Truppen gewährleistet zu wissen. Die nötige Änderung der Verfassung bedurfte einer Zwei-Drittel-Mehrheit im Bundestag. Besonders daran schieden sich die Geister, da es der Regierung während eines nationalen Notstandes nun möglich war, Grundrechte vorübergehend außer Kraft zu setzen. Die Außerparlamentarische Opposition (APO) nahm dieses Thema auf und machte ihrem Unmut darüber bei Demonstrationen Luft. Das Phänomen, dass Teile der Jugend rebellierten (siehe 68er-Bewegung), gab es jedoch auch in anderen westlichen Ländern ebenso wie Notstandsgesetze.
3. war ein Ziel der Großen Koalition, das Mehrheitswahlrecht nach britischem oder US-amerikanischem Modell einzuführen, damit nach Wahlen stets eine Partei die absolute Mehrheit innehabe und man nicht mehr auf Koalitionsverhandlungen angewiesen sei. Dieses Vorhaben scheiterte letztlich an der SPD, die auf ihrem Parteitag 1968 die Einführung in die Zukunft schob.

So bestand die – von den meisten nur als Übergangslösung betrachtete – „Vernunftehe“ aus CDU/CSU und SPD nur bis zur Bundestagswahl am 28. September 1969, bei der die CDU/CSU die angestrebte absolute Mehrheit verfehlte. SPD und FDP bildeten unter Bundeskanzler Willy Brandt die erste sozialliberale Koalition auf Bundesebene (Kabinett Brandt I).

#### Große Koalition 2005–2009
Bei der vorgezogenen Bundestagswahl vom 18. September 2005 erreichte keines der beiden angestrebten Koalitionsbündnisse (weder eine schwarz-gelbe Koalition aus CDU/CSU und FDP noch ein rot-grünes Bündnis aus SPD und Bündnis 90/Die Grünen) die absolute Mehrheit der Bundestagsmandate. Dies war unter anderem auf den Einzug der Linkspartei.PDS zurückzuführen, die 8,7 % der Stimmen erhielt und mit der keine der anderen Parteien bereit war, eine Koalition einzugehen. Nach kurzen Sondierungsgesprächen, den kategorischen Absagen der FDP an eine Ampelkoalition mit Bündnis 90/Die Grünen und SPD sowie von Bündnis 90/Die Grünen an eine Jamaika-Koalition mit CDU und FDP und weiterhin von SPD und Bündnis 90/Die Grünen an eine Koalition unter Tolerierung durch Die Linke.PDS, standen alle Zeichen auf Schwarz-Rot.
Am 11. November 2005 einigten sich die Verhandlungspartner auf den endgültigen Wortlaut des Koalitionsvertrages. Die Parteitage von Union und SPD stimmten mit großer Mehrheit dem Vertragswerk zu. Am 18. November unterzeichneten die Vorsitzenden der drei Parteien den Koalitionsvertrag; am 22. November 2005 wurde Angela Merkel zur Bundeskanzlerin gewählt und die Minister des ersten Kabinetts Merkel ernannt. Damit hatte die Bundesrepublik Deutschland zum zweiten Mal eine große Koalition auf Bundesebene.
Entscheidender Einfluss bei den Koalitionsverhandlungen wurde neben Angela Merkel vor allem dem damaligen SPD-Vorsitzenden Franz Müntefering zugeschrieben. Nach der Niederlage bei der Abstimmung im Bundesvorstand über den neuen Generalsekretär der Partei legte Müntefering allerdings den Vorsitz der SPD nieder, den Matthias Platzeck übernahm, der damit auch für die SPD den Koalitionsvertrag am 18. November unterzeichnete. Matthias Platzeck leitete die SPD in der großen Koalition aber nur kurzzeitig, da er am 10. April 2006 aus gesundheitlichen Gründen sein Amt niederlegte. Sein Nachfolger wurde der rheinland-pfälzische Ministerpräsident Kurt Beck.
Die Zweite Große Koalition nahm sich, wie die erste, besondere Hauptaufgaben vor, um die Chancen durch absolute Mehrheiten in Bundestag und Bundesrat zu nutzen. Die erste war das Erreichen eines ausgeglichenen Haushaltes, also eines Haushaltsplanes ohne Nettokreditaufnahme, bis 2011. Eine erste Maßnahme war das Anheben der Umsatzsteuer auf 19 %. Weiterhin wurde in der Föderalismusreform das Verhältnis von Bund und Ländern zueinander neu geordnet. Außerdem wurde mit dem Schacht Konrad das erste Endlager für leicht und mittelstark radioaktive Abfälle beschlossen und damit für 90 % des in Deutschland erzeugten Atommülls.

#### Große Koalition 2013–2018

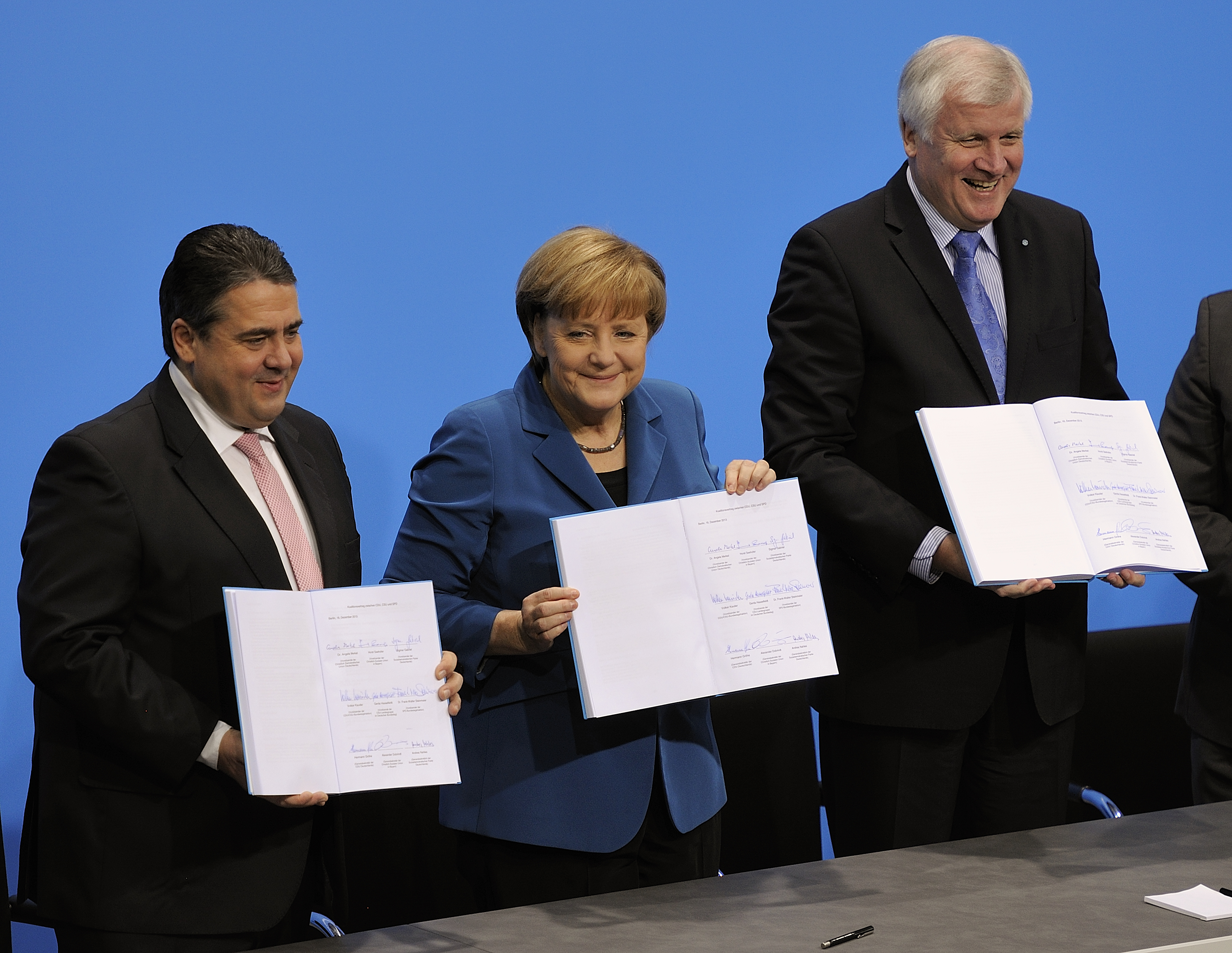
Sigmar Gabriel (l.), Angela Merkel (m.) und Horst Seehofer (r.) bei der Unterzeichnung des Koalitionsvertrages (2013)

Nach der Bundestagswahl 2013 konnte die bisherige schwarz-gelbe Koalition nicht fortgeführt werden, da die FDP nicht mehr im Bundestag vertreten war. Eine absolute Mehrheit hatten CDU/CSU knapp verfehlt. Die Sondierungsgespräche der Unionsparteien mit SPD und Grünen sowie die Absage der SPD gegenüber einer rot-rot-grünen Koalition führten zu alleinigen Koalitionsverhandlungen zwischen Union und SPD. Diese wurden am 28. November vorläufig mit einem Koalitionsvertrag abgeschlossen. Die SPD wartete zunächst noch auf das Ergebnis eines Mitgliederentscheids, bevor sie in die Koalition ging. Nachdem die Abstimmung zugunsten der Großen Koalition ausgegangen war, wurden am 15. Dezember die Mitglieder der Regierung durch CDU/CSU und SPD in den Berliner Parteizentralen bekanntgegeben und einen Tag später der Koalitionsvertrag unterzeichnet. Die neue Regierung nahm ihre Arbeit mit der Wahl der Kanzlerin und der folgenden Vereidigung der Minister am 17. Dezember 2013 auf.
Das Kabinett Merkel III wurde am 24. Oktober 2017 durch Bundespräsident Frank-Walter Steinmeier entlassen, blieb aber bis zur Ernennung der neuen Regierung am 14. März 2018 geschäftsführend im Amt.

#### Große Koalition 2018–2021

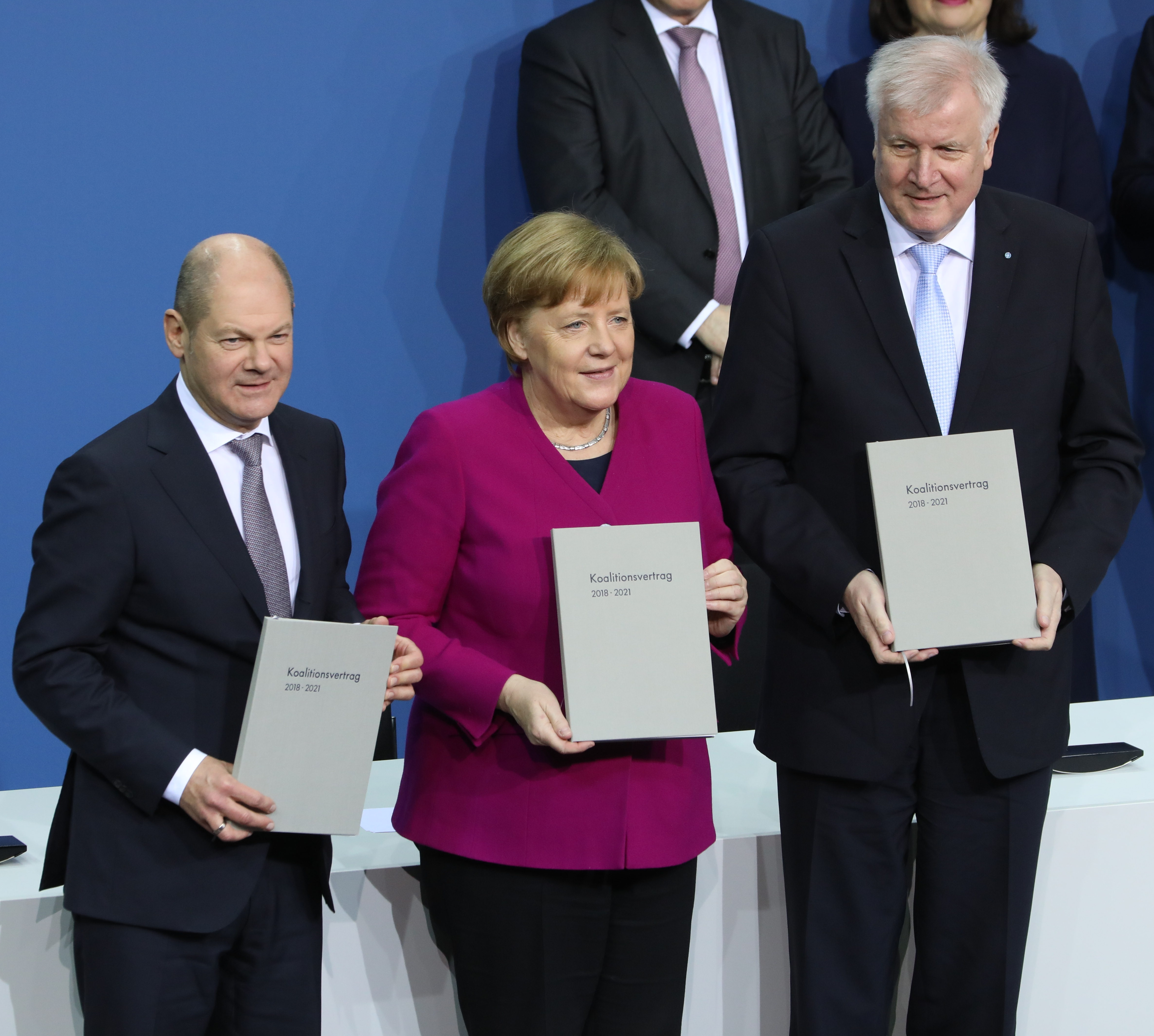
Olaf Scholz (l.), Angela Merkel (m.) und Horst Seehofer (r.) bei der Unterzeichnung des Koalitionsvertrages (2018)

Fast sechs Monate nach der Bundestagswahl 2017 nahm am 14. März 2018 eine weitere Große Koalition unter Angela Merkel ihre Arbeit auf.

#### Große Koalitionen auf Landesebene
Große Koalitionen waren und sind auf Ebene der deutschen Länder nicht selten.
Seit der Wiederentstehung der Länder nach der NS-Zeit (westdeutsche Länder) bzw. 1990 (ostdeutsche Länder) gab es auf Landesebene in 15 der 16 Länder (außer Nordrhein-Westfalen) zeitweise eine Große Koalition aus den beiden größten Parteien im Landtag. In dieser Liste werden – abweichend vom Sprachgebrauch, in der lediglich Koalitionen zwischen CDU und SPD als Große Koalition bezeichnet werden – alle Landesregierungen aufgeführt, die aus den beiden größten Fraktionen im Landtag bestanden bzw. bestehen.
Baden-Württemberg
- 1966–1968 Kabinett Filbinger I (CDU/SPD)
- 1968–1972 Kabinett Filbinger II (CDU/SPD)
- 1992–1996 Kabinett Teufel II (CDU/SPD)
- 2016–2021 Kabinett Kretschmann II (Grüne/CDU)
- seit 2021 Kabinett Kretschmann III (Grüne/CDU)

Bayern
- 1947 Kabinett Ehard I (CSU/SPD)
- 1950–1954 Kabinett Ehard III (CSU/SPD)
- seit 2023 Kabinett Söder III (CSU/FW)

Berlin
- 1955–1957 Senat Suhr (SPD/CDU)
- 1957–1959 Senat Brandt I (SPD/CDU)
- 1959–1963 Senat Brandt II (SPD/CDU)
- 1991–1996 Senat Diepgen III (SPD/CDU)
- 1996–1999 Senat Diepgen IV (SPD/CDU)
- 1999–2001 Senat Diepgen V (SPD/CDU)
- 2011–2014 Senat Wowereit IV (SPD/CDU)
- 2014–2016 Senat Müller I (SPD/CDU)
- seit 2023 Senat Wegner (CDU/SPD)

Brandenburg
- 1999–2002 Kabinett Stolpe III (SPD/CDU)
- 2002–2004 Kabinett Platzeck I (SPD/CDU)
- 2009–2013 Kabinett Platzeck III (SPD/Linke)
- 2013–2014 Kabinett Woidke I (SPD/Linke)

Bremen
- 1995–1999 Senat Scherf I (SPD/CDU)
- 1999–2003 Senat Scherf II (SPD/CDU)
- 2003–2005 Senat Scherf III (SPD/CDU)
- 2005–2007 Senat Böhrnsen I (SPD/CDU)
- 2011–2015 Senat Böhrnsen III (SPD/Grüne)

Hamburg
- 2020–2025 Senat Tschentscher II (SPD/Grüne)

Hessen
- 1947–1950 Kabinett Stock (SPD/CDU)
- 2019–2022 Kabinett Bouffier III (CDU/Grüne)
- 2022–2024 Kabinett Rhein I (CDU/Grüne)

Mecklenburg-Vorpommern
- 1994–1998 Kabinett Seite II (CDU/SPD)
- 2006–2008 Kabinett Ringstorff III (SPD/CDU)
- 2008–2011 Kabinett Sellering I (SPD/CDU)
- 2011–2016 Kabinett Sellering II (SPD/CDU)

Niedersachsen
- 1965–1967 Kabinett Diederichs III (SPD/CDU)
- 1967–1970 Kabinett Diederichs IV (SPD/CDU)
- 2017–2022 Kabinett Weil II (SPD/CDU)

Rheinland-Pfalz
- 1949–1951 Kabinett Altmeier I (CDU/SPD)

Saarland
- 2012–2017 Kabinett Kramp-Karrenbauer II (CDU/SPD)
- 2017–2018 Kabinett Kramp-Karrenbauer III (CDU/SPD)
- 2018–2022 Kabinett Hans (CDU/SPD)

Sachsen
- 2004–2008 Kabinett Milbradt II (CDU/SPD)
- 2008–2009 Kabinett Tillich I (CDU/SPD)
- 2014–2017 Kabinett Tillich III (CDU/SPD)
- 2017–2019 Kabinett Kretschmer I (CDU/SPD)

Sachsen-Anhalt
- 2011–2016 Kabinett Haseloff I (CDU/SPD)

Schleswig-Holstein
- 2005–2009 Kabinett Carstensen I (CDU/SPD)
- seit 2022 Kabinett Günther II (CDU/Grüne)

Thüringen
- 1994–1999 Kabinett Vogel II  (CDU/SPD)

## Österreich

### Bundesregierung
In Österreich ist die Große Koalition aus der konservativen ÖVP und der sozialdemokratischen SPÖ die am längsten regierende Koalitionsform der Nachkriegszeit. Seit 1945 gab es nur zwischen den Jahren 1966 und 1987 sowie 2000 und 2007 sowie seit 2017 keine Große Koalition auf Bundesebene.
Große Koalitionen gab es auf Bundesebene zwischen 1945 und 1966 unter den konservativen Bundeskanzlern Leopold Figl (bis 1953), Julius Raab (1953–1961), Alfons Gorbach (1961–1964) und Josef Klaus (1964–1966). Ab 1987 gab es SPÖ-ÖVP-Koalitionen unter den sozialdemokratischen Kanzlern Franz Vranitzky (1987–1997), Viktor Klima (1997–2000), Alfred Gusenbauer (2007–2008), Werner Faymann (2008–2016) und Christian Kern (Mai 2016–Dezember 2017). Bis auf die sehr kurze Legislaturperiode zwischen Herbst 1994 und 1995 hatten alle Große Koalitionen vor 2008 auch jeweils die notwendige Zweidrittelmehrheit im Parlament zum Beschluss von Verfassungsgesetzen.

### Bundesländer
Auch Regierungen österreichischer Bundesländer waren und sind häufig Große Koalitionen (oftmals bedingt durch das von der jeweiligen Landesverfassung vorgeschriebene Proporzsystem, das nach wie vor in einigen der österreichischen Bundesländer für die Regierungsbildung gilt). Derzeit gibt es folgende Große Koalitionen der beiden mandatsstärksten Parteien:
Niederösterreich
ÖVP-FPÖ Landesregierung Mikl-Leitner III
Oberösterreich
ÖVP-FPÖ Landesregierung Stelzer II
Salzburg
ÖVP-FPÖ Landesregierung Haslauer jun. III
Steiermark
FPÖ-ÖVP Landesregierung Kunasek
Tirol
ÖVP-SPÖ Landesregierung Mattle (zwar Koalition der mandatsstärksten mit einer der beiden mandatszweitstärksten Parteien, allerdings mit der Partei mit der drittstärksten Stimmenanzahl)
Vorarlberg
ÖVP-FPÖ Landesregierung Wallner IV

## Schweiz
Die Schweiz besitzt, anders als die meisten anderen Demokratien, keine Konkurrenz-, sondern eine Konkordanzdemokratie. Deren Merkmale sind vor allem:
- Die Schweizer Regierung besteht nicht aus einem Koalitionsbündnis mehrerer Parteien, dem im Parlament eine Opposition gegenübersteht, sondern sie setzt sich proportional aus Mitgliedern aller größeren Parteien zusammen, die zusammen eine Mehrheit der Wählerschaft repräsentieren (siehe auch: Zauberformel).
- Die Politik der Regierung wird von den Parlamentsfraktionen der Regierungsparteien immer nur von Fall zu Fall unterstützt, sodass sich diese größeren Parteien zugleich in der Regierung und in der Opposition befinden.

## Weitere Länder

### Bulgarien
Zwischen 2005 und 2009 bestand zwischen der Bulgarischen Sozialistischen Partei, der Nationalen Bewegung Simeon der Zweite und der Bewegung für Rechte und Freiheiten eine Große Koalition im bulgarischen Parlament.

### Griechenland
In Griechenland herrschte 1967–1974 eine Militärdiktatur. Nach Wiedereinführung der Demokratie kristallisierten sich die Parteien PASOK und Nea Dimokratia als die beiden großen Parteien heraus. Bis 2011 kam es zu keiner großen Koalition. Im November 2011 bot – nach fast zweijährigem Kampf gegen die griechische Finanzkrise, die auch Teil einer Eurokrise ist – der bis dahin regierende Ministerpräsident Giorgos Andrea Papandreou seinen Rücktritt an.
Der griechische Staatspräsident wirkte massiv auf die beiden Parteien ein, bis zu Neuwahlen eine Große Koalition zu bilden.
Kai Strittmatter kommentierte in der Süddeutschen Zeitung:

„Die Führer der beiden großen Parteien Pasok und Nea Dimokratia haben sich vor der Einigung am Sonntag erneut gestritten – wie zwei kleine Jungs um ihr Spielzeug, so als drohe ihrem Land nicht in wenigen Tagen der Bankrott, so als hätten sie noch einen Rest von Glaubwürdigkeit übrig, den sie verspielen könnten. Sie haben ihn nicht.“

### Island
Nach der Parlamentswahl in Island 2007 bestand nach zwölf Jahren liberal-konservativer Regierung eine Große Koalition aus der konservativen Unabhängigkeitspartei und der sozialdemokratischen Allianz. Diese hielt allerdings nur zwei Jahre lang.
Nach der Parlamentswahl in Island 2013 kam es mit der Koalition von Unabhängigkeitspartei und Fortschrittspartei erneut zu einer Großen Koalition.

### Japan
In Japan wurde angesichts der wiederholten politischen Lähmung des Landes in den letzten Jahrzehnten (Nejire Kokkai) immer wieder die Bildung einer Großen Koalition (大連立, dairenritsu) der Liberaldemokratischen Partei (LDP) mit der jeweils größten Oppositionspartei ins Spiel gebracht.
Historisch wurde während der Besatzungszeit nach dem Pazifikkrieg über eine Große Koalition zwischen Liberaler Partei Japans (LPJ) und Sozialistischer Partei Japans (SPJ) verhandelt. Erstmals verwirklicht wurde eine „große“ Koalition aber erst ab 1994 zwischen LDP und SPJ im Kabinett Murayama, wobei die SPJ allerdings bereits 1993 nur noch knapp zweitstärkste Partei geworden war, während ihrer Regierungsbeteiligung zahlreiche Abgeordnete verlor (im Unterhaus von 70 1993 auf 30 vor den Wahlen 1996) und nach den Wahlen 1996, als sie noch mal die Hälfte ihrer Unterhausmandate verlor, als kleine Sozialdemokratische Partei aus der Regierungskoalition ausschied. In späteren Jahren diskutierte die LDP mehrfach über eine Große Koalition, insbesondere mit der Neuen Fortschrittspartei von Ichirō Ozawa (1996) und der Demokratischen Partei unter Ichirō Ozawa (2007) sowie nach dem Großen Ostjapanischen Erdbeben 2011 unter Naoto Kan; diese Gespräche erreichten aber nicht den Status konkreter Koalitionsverhandlungen.

### Luxemburg
In Luxemburg gibt es den Begriff der Großen Koalition nicht. Dort stellte die konservative Christlich Soziale Volkspartei in den letzten Jahrzehnten immer die größte Fraktion. Von 1979 bis 2013 stellte diese Partei den Premierminister und hatte dabei stets die zweitstärkste Partei als Koalitionspartner. Zwischen 1999 und 2004 war die liberale Demokratesch Partei zweitstärkste Partei, zwischen 1979 und 1999 sowie zwischen 2004 und 2013 war es die Lëtzebuerger Sozialistesch Aarbechterpartei. Nach den Wahlen 2013 kam es zu einer Gambia-Koalition, wodurch die CSV nunmehr der Opposition angehört, obwohl sie nach wie vor stärkste Partei in der Chambre des Députés ist.

### Niederlande
In den Niederlanden gibt es den Begriff der Großen Koalition nicht. Gleichwohl waren Christdemokraten und Sozialdemokraten meist die beiden stärksten Parteien im Parlament. Allerdings gibt es den Christen-Democratisch Appèl (CDA) offiziell erst seit 1980, davor war meist die Vorgängerpartei Katholieke Volkspartij (KVP) stärkste Kraft. Die Sozialdemokraten der Partij van de Arbeid (PvdA) waren in der Legislaturperiode 2002–2003 wegen der Lijst Pim Fortuyn nur drittstärkste Fraktion. Seit den Wahlen von 2010 und 2012 hat die rechtsliberale VVD die Position der stärksten Kraft im rechten Lager, während die Christdemokraten zur Mittelpartei herabgesunken sind.
Für die 1950er- und 1960er-Jahre, als oftmals mehr Parteien in der Regierung vertreten waren als rechnerisch für die Mehrheit nötig, spricht man von den brede cabinetten (Kabinetten auf breiter Grundlage). Die Zusammenarbeit von KVP und PvdA nannte man rooms-rood, römisch-rot. Römisch-rote Kabinette gab es unter Willem Drees 1948–1958 und noch einmal kurz 1965/1966 unter dem Katholiken Jo Cals. Das Kabinett Cals hatte mit KVP und PvdA eine große Mehrheit im Parlament, nahm aber noch die protestantische ARP mit hinzu. Es endete dramatisch, nachdem die KVP-Fraktion auf mehr Zurückhaltung bei den Ausgaben gedrängt hatte (sogenannte Nacht von Schmelzer).
PvdA und KVP arbeiteten von 1973 bis 1977 unter dem PvdA-Ministerpräsidenten Joop den Uyl zusammen. Sie hatten aber keine gemeinsame Mehrheit; vertreten waren in der Regierung auch noch eine protestantische, eine radikaldemokratische und eine sozialliberale Partei (ARP, PPR und D66). Überhaupt war die PvdA zusammen mit PPR und D66 ein lockeres Wahlbündnis eingegangen. Das Kabinett litt unter großen Spannungen vor allem zwischen Ministerpräsident Den Uyl und dem KVP-Justizminister Dries van Agt.
Der CDA entstand 1977 zunächst als gemeinsame Wahlliste von KVP und zwei kleineren protestantischen Parteien (ARP und CHU). Offiziell kam der Zusammenschluss 1980 zustande. Gemeinsam in der Regierung vertreten waren CDA und PvdA in den Jahren 1981/1982 (Dries van Agt, zusammen mit D66), 1989–1994 (Ruud Lubbers) und 2007–2010 (Jan Peter Balkenende, zusammen mit der ChristenUnie). Alle CDA-Ministerpräsidenten haben damit während eines Teils ihrer Amtszeit mit den Sozialdemokraten regiert.
Bei den niederländischen Parlamentswahlen am 12. September 2012 erzielte die VVD, die Partei des bisherigen Ministerpräsidenten Mark Rutte die meisten und die PvdA die zweitmeisten Stimmen. PvdA-Vorsitzender Diederik Samsom äußerte Bereitschaft, „eine stabile Regierung zu bilden“.

### Ukraine
In der Ukraine wurde angesichts der anhaltenden politischen Lähmung des Landes immer wieder die Bildung einer Großen Koalition (ukrainisch Ширка/Schirka, deutsch wörtlich Die Breite) aus dem Block Julija Tymoschenko und der Partei der Regionen ins Spiel gebracht. Presseberichten zufolge standen die Verhandlungen über eine solche Koalition Anfang Juni 2009 kurz vor dem Abschluss. Die Koalition kam jedoch aufgrund tiefer Differenzen zwischen den Blöcken nie zustande.

## Trivia
Der Begriff wurde früher auch für ein Bündnis von Staaten verwendet. Thomas Mann hat 1915 den Essay Friedrich und die große Koalition geschrieben.